# 야마나카촌 (히로시마현)
야마나카촌(일본어: 山中村)은 일본 히로시마현 미쓰기군에 있던 촌이다. 현재의 미하라시의 일부에 해당한다.